# Biso
Biso (* 9. Jahrhundert im westlichen Sachsen; † 9. September 909) war ein Paderborner Bischof.
Als erster vom Klerus frei gewählter Bischof wurde er nach dem 2. Mai 887 vom Erzbischof von Mainz Liutbert geweiht. Die Investitur erfolgte durch den König Karl den Dicken. Biso war Bischof in der Zeit von 887 bis zum 9. September 909. Er ist im Paderborner Dom beigesetzt. In seiner Bischofszeit hatte er es mit elf Päpsten zu tun.
Bischof Biso nahm an der Synode von Trebur 895 teil. Er schenkte seine Güter in Großeneder/Warburg dem Damenstift Heerse. Für diese Schenkung erhielt er einen königlichen Schutzbrief. Er sorgte darüber hinaus dafür, dass die Gebeine der hl. Saturnina, Reliquien der Heiligen Agatha und des Märtyrers Laurentius dem Damenstift übergeben wurden. Dem Bischof aus Halberstadt, Sigmund (894–923), schenkte er die Dyonisio-Hadriana, eine bedeutende kirchenrechtliche Sammlung, die sich heute in der Universitätsbibliothek Leipzig befindet. Die Translatio Sancti Liborii, die von der Überführung der Reliquien des hl. Liborius von Le Mans nach Paderborn berichtet, ist ebenfalls auf seine Initiative zurückzuführen. Ärger hingegen bereiteten ihm die Abteien Corvey und Herford, weil diese sich seiner Aufsicht zu entziehen versuchten.